# Paul Bour
Pour les articles homonymes, voir Bour.
Paul Bour (1884-1959) est un dessinateur et caricaturiste français.
Bour débute comme dessinateur en 1908, entre autres à L'Assiette au beurre (n° 467, 551, 571, et 594). Il entre en 1916 au Canard enchaîné. Son itinéraire est typique d'une évolution qui conduisait des journaux satiriques, d'humour ou d'échos aux journaux politiques sans négliger la collaboration à la grande presse d'information.
Dans les années 1920, illustre des ouvrages de bibliophilie pour Henri Paul Jonquières.
Dans les années 1930, il collabore à Mon camarade, un « illustré de la jeunesse » dirigé par Georges Sadoul.
Le critique d'art Georges Turpin cite le Portrait de Paul Bour, œuvre du peintre Maurice Asselin.